# حاجز الضغط الخلفي

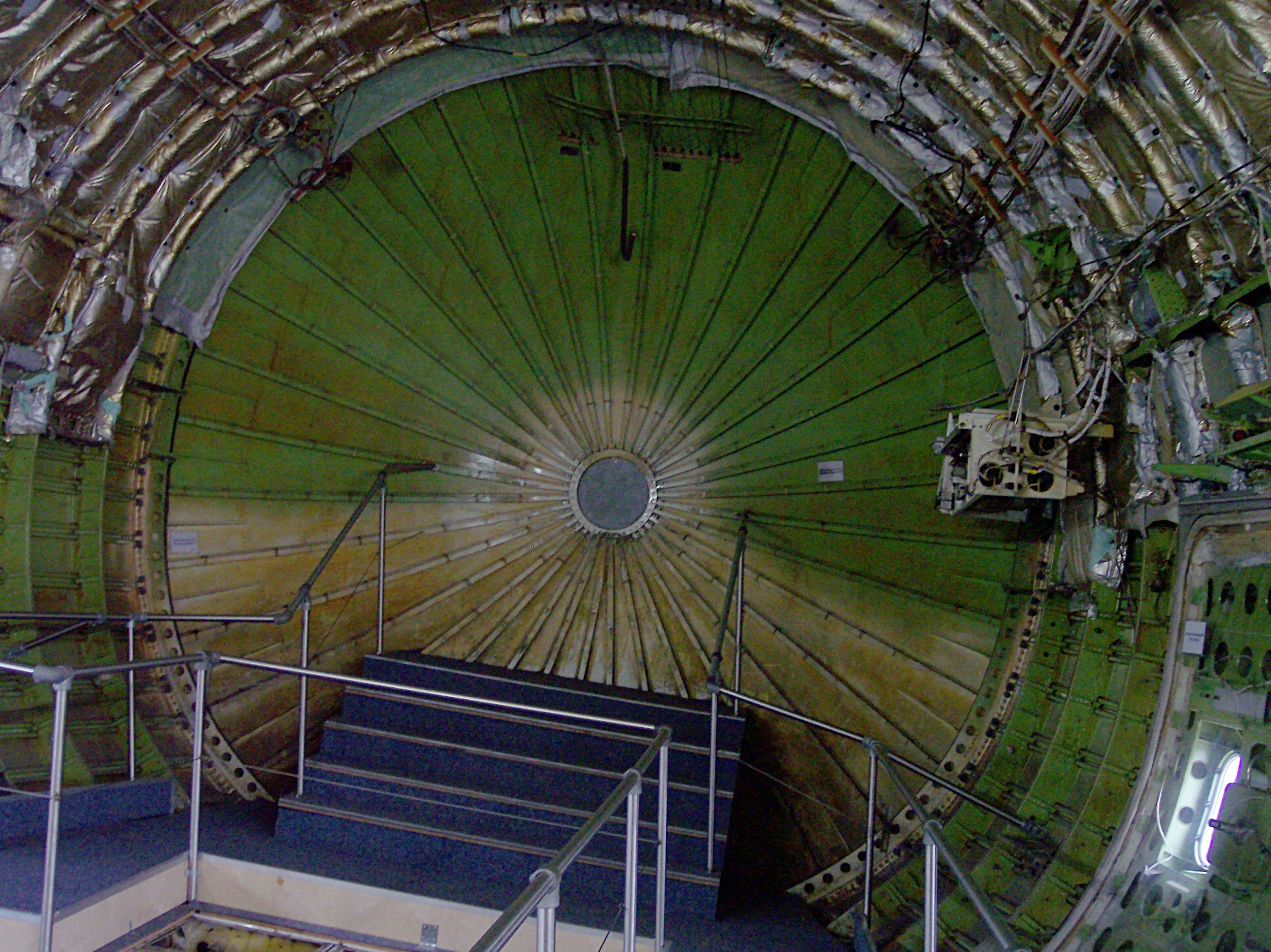
ضغط الحاجز الخلفي لبوينغ 747 (من المقصورة)

حاجز الضغط الخلفي هو جزء أو مكون رئيسي يتواجد في جميع الطائرات التجارية الكبيرة. وهو حاجز محكم يقع بين المقصورة ومجموعة الذيل. الغرض منه هو سد الجزء الخلفي من الطائرة، وبالتالي الحفاظ على الضغط في قمرة القيادة ومقصورة الركاب، وعلى هذا النحو هو جزء حيوي من الطائرة.
تحطمت طائرة الخطوط الجوية اليابانية رحلة 123 بعد فشل ذريع لحاجز الضغط الخلفي. حدث الفشل بسبب خلل في إصلاح الحاجز، عندما تم استبدال الصف المزدوج من المسامير بصف واحد أضعف بكثير. أضر فشل الحاجز بأنابيب هيدروليكية.